# Ein Romantisches Konzert
Ein Romantisches Konzert è una raccolta non ufficiale dei Rondò Veneziano pubblicata nel 2002 dalla BMG Ariola.

## Tracce

### Visioni di Venezia
1. Visioni di Venezia (Gian Piero Reverberi e Ivano Pavesi)
2. Gondole sulla laguna (Gian Piero Reverberi e Ivano Pavesi)
3. Rondò veneziano (Gian Piero Reverberi e Laura Giordano)
4. Laguna incantata (Gian Piero Reverberi e Laura Giordano)
5. Misteriosa Venezia (Gian Piero Reverberi e Laura Giordano)
6. Festa mediterranea (Gian Piero Reverberi e Laura Giordano)
7. Capriccio veneziano (Gian Piero Reverberi e Laura Giordano)
8. Prestige (Gian Piero Reverberi e Ivano Pavesi)
9. Canal Grande (Gian Piero Reverberi e Laura Giordano)
10. Nostalgia di Venezia (Gian Piero Reverberi e Laura Giordano)
11. San Marco (Gian Piero Reverberi e Laura Giordano)
12. Fantasia veneziana (in la maggiore) (Gian Piero Reverberi e Laura Giordano)
13. Campielli (Gian Piero Reverberi e Laura Giordano)
14. Venezia lunare (Gian Piero Reverberi e Ivano Pavesi)
15. Carrousel (Gian Piero Reverberi e Ivano Pavesi)
16. Poesia di Venezia (Gian Piero Reverberi e Ivano Pavesi)
17. Rialto (Gian Piero Reverberi e Laura Giordano)
18. Splendore di Venezia (Gian Piero Reverberi e Ivano Pavesi)
19. Don Giovanni (Wolfgang Amadeus Mozart e Ivano Pavesi)
20. Stagioni di Venezia (Gian Piero Reverberi e Ivano Pavesi)

### Magica melodia
1. Magica melodia (Gian Piero Reverberi e Ivano Pavesi)
2. Regata dei dogi (Gian Piero Reverberi e Laura Giordano)
3. Bettina (Gian Piero Reverberi e Laura Giordano)
4. Pastorale (Ludwig van Beethoven e Ivano Pavesi)
5. Magico incontro (Gian Piero Reverberi e Ivano Pavesi)
6. Sonetto (Gian Piero Reverberi e Ivano Pavesi)
7. Miniature (Gian Piero Reverberi e Ivano Pavesi)
8. Torcello (Gian Piero Reverberi e Laura Giordano)
9. Alla corte del re (Gian Piero Reverberi e Laura Giordano)
10. Scaramucce (Gian Piero Reverberi e Laura Giordano)
11. Colombina (Gian Piero Reverberi e Laura Giordano)
12. Arabesco (Gian Piero Reverberi e Laura Giordano)
13. Inverno (Antonio Vivaldi e Ivano Pavesi)
14. Arlecchino (Gian Piero Reverberi e Laura Giordano)
15. La giudecca (Gian Piero Reverberi e Laura Giordano)
16. Nettuno (Gian Piero Reverberi e Ivano Pavesi)
17. Notte amalfitana (Gian Piero Reverberi e Laura Giordano)
18. Re Sole (Gian Piero Reverberi e Laura Giordano)
19. Riflessi sull'acqua (Gian Piero Reverberi e Laura Giordano)
20. Divertissement (Gian Piero Reverberi e Ivano Pavesi)

### Musica... fantasia
1. Musica... fantasia
2. Preludio all'amore
3. Casanova
4. Così fan tutte
5. La Serenissima (versione del 1992)
6. Die Zauberfloete (Part I)
7. Die Zauberfloete (Part II)
8. Oboe d'amore
9. Estate
10. Jupiter (Part I)
11. Estro armonico
12. Perle d'oriente
13. Jupiter (Part II)
14. Rêverie
15. Seduzione
16. Sinfonia per un addio
17. Sonata (K545)
18. Pulcinella
19. Donna Lucrezia
20. Primavera